# Filet (Textil)
Filet (von frz. filet = Garn, Netz) bezeichnet in der Textilindustrie einen Gittertüll (auch: Filet-Tüll).
Der Filet-Tüll bezeichnet einen Tüll mit annähernd quadratischen Öffnungen und ist in der Regel zum Besticken geeignet. Er besteht aus drei unterschiedlichen Fadengruppen: den Stehfäden, den Musterfäden und den Kettfäden. Das Gerüst bilden die in bestimmten Abständen parallel verlaufenden Stehfäden (auch Kettfäden genannt). An diesen entlang verlaufen die Musterfäden, wobei durch ihren Wechsel von einem Kettfaden zum anderen die quadratischen Öffnungen des Tülls entstehen. Die Bindefäden verbinden die Kettfäden mit den Musterfäden und geben dadurch dem Gewebe Halt. In historischen Stickereien ist das Netz aus einem fortlaufenden Faden geknotet. Im deutschsprachigen Raum wird der Begriff des Filethäkelns auch für das Häkeln von Gardinen, Fensterbildern oder Borten benutzt.